# Hybolabus columbinus
Hybolabus columbinus es una especie de coleóptero de la familia Attelabidae.

## Distribución geográfica
Habita en Colombia y la Guayana.